# Норашен (Арарат)
Норашен (вірм. Նորաշեն) — село в марзі Арарат, у центрі Вірменії. Село розташоване за 6 км на північний схід від міста Арташат, за 2 км на південний схід від села Двін, за 1 км на північний схід від села Верін Арташат та за 3 км на північний захід від села Кахцрашен.